# Елвир Крехмић
Елвир Крехмић (Зеница, 27. април 1973) пензионисани је босанскохерцеговачки атлетичар, специјалиста за скок увис. Такмичио се на ЛОИ 2000. у Сиднеју, када му је упркос добром резултату финале промакло. Тренутно је тренер националног тима у Атлетском савезу Босне и Херцеговине.
Његов лични најбољи резултат на неком такмичењу је 2,31 (на отвореном, постигнут 1998. године) односно 2,29 (у дворани, 1999). Оба резултата су акутелни рекорди БиХ у овој атлетској дисциплини. Крехмића је тренирао Мунир Селимовић.

## Међународни резултати
| Год.                            | Такмичење                       | Локација                        | Пласман                         | Рез. (м)                        | Детаљи                          |                                 |
| Представљао Босну и Херцеговину | Представљао Босну и Херцеговину | Представљао Босну и Херцеговину | Представљао Босну и Херцеговину | Представљао Босну и Херцеговину | Представљао Босну и Херцеговину | Представљао Босну и Херцеговину |
| Скок увис                       | Скок увис                       | Скок увис                       | Скок увис                       | Скок увис                       | Скок увис                       | Скок увис                       |
| ------------------------------- | ------------------------------- | ------------------------------- | ------------------------------- | ------------------------------- | ------------------------------- | ------------------------------- |
| 1997.                           | Светско првенство у дворани     | Париз, Француска                | 31.                             | 2,10                            |                                 |                                 |
| 1997.                           | Медитеранске игре               | Бари, Италија                   | 8.                              | 2,15                            |                                 |                                 |
| 1997.                           | Светско првенство               | Атина, Грчка                    | 26.                             | 2,23                            |                                 |                                 |
| 1998.                           | Европско првенство у дворани    | Валенсија, Шпанија              | 6.                              | 2,22                            |                                 |                                 |
| 1998.                           | Европско првенство              | Будимпешта, Мађарска            | 13.                             | 2,20                            |                                 |                                 |
| 1999.                           | Светско првенство у дворани     | Маебаши, Јапан                  | 9.                              | 2,25                            |                                 |                                 |
| 1999.                           | Светско првенство               | Севиља, Шпанија                 | 22.                             | 2,20                            |                                 |                                 |
| 2000.                           | Европско првенство у дворани    | Гент, Белгија                   | 7.                              | 2,20                            |                                 |                                 |
| 2000.                           | Олимпијске игре                 | Сиднеј, Аустралија              | 14.                             | 2,24                            |                                 |                                 |
| 2001.                           | Медитеранске игре               | Радес, Тунис                    | 3                               | 2,19                            |                                 |                                 |
| 2001.                           | Светско првенство               | Едмонтон, Канада                | 20.                             | 2,20                            |                                 |                                 |
| 2002.                           | Европско првенство у дворани    | Беч, Аустрија                   | 22.                             | 2,17                            |                                 |                                 |

Напомена: Ова табела укључује само највећа атлетска такмичења, не и Дијамантску лигу или Ворлд челенџ.